# تام بارنت (بازیکن فوتبال)
تام بارنت (انگلیسی: Tom Barnett; ۱۲ اکتبر ۱۹۳۶ – ۱۵ مارس ۲۰۲۲) بازیکن فوتبال اهل بریتانیا بود.
از باشگاه‌هایی که در آن بازی کرده‌است می‌توان به باشگاه فوتبال مارگیت، باشگاه فوتبال کریستال پالاس، باشگاه فوتبال رومفورد، باشگاه فوتبال بارنت، باشگاه فوتبال چتم، و باشگاه فوتبال سنت آلبنز سیتی اشاره کرد.